# Liste von Persönlichkeiten der Stadt Saalfeld/Saale
Diese Liste enthält in Saalfeld/Saale geborene Persönlichkeiten. Ob sie im Weiteren in Saalfeld gewirkt haben, ist ohne Belang. Die Liste erhebt keinen Anspruch auf Vollständigkeit.
Weiterhin sind Persönlichkeiten mit Bezug zur Stadt aufgeführt.
Saalfeld war Residenz der Herzöge von Sachsen-Saalfeld.

## Ehrenbürger
- Paul von Hindenburg (1847–1934), Generalfeldmarschall[1]

## Söhne und Töchter der Stadt

### Bis 1900
- Richeza (995–1063), Königin von Polen
- Erasmus Reinhold (1511–1553), Astronom und Mathematiker
- Casper Pfreund (1517–1574), Bürgermeister von Wittenberg
- Christoph Entzelt (1517–1583), Theologe
- Caspar Ratzenberger (1533–1603), Arzt und Botaniker
- Jakob Pfahler (1568–1637), Münzmeister
- Christian Schuchmann (1652–1719), Stadtphysicus und Mitglied der Gelehrtenakademie „Leopoldina“
- Christian Schlegel (1667–1722), Numismatiker, Bibliothekar, Schriftsteller und Mitglied der Königlich-Preußischen Akademie der Wissenschaften
- Christian Ernst (1683–1745), Herzog von Sachsen-Coburg-Saalfeld
- Sophie Wilhelmine (1693–1727), Prinzessin von Sachsen-Coburg-Saalfeld und verheiratete Fürstin von Schwarzburg-Rudolstadt
- Franz Josias (1697–1764), Herzog von Sachsen-Coburg-Saalfeld
- Ludwig Theodor Müller (1710–1770), Kompassmacher und Mechaniker
- Johann Philipp Kirnberger (1721–1783), Komponist
- Johann Christoph Reinmann (1723–1761), Mediziner und Mitglied der Gelehrtenakademie „Leopoldina“
- Ernst Friedrich (1724–1800), Herzog von Sachsen-Coburg-Saalfeld
- Johann Salomo Semler (1725–1791), Theologe
- Wilhelm Christian Oettel (1744–1829), Superintendent
- August Gebauer (1792–1852), Schriftsteller, geboren im Ortsteil Knobelsdorf
- Ludwig Hofmann (1798–1879), Jurist und Politiker
- Eduard Bohn (1804–1866), Oberlehrer, Archidiaconus und Pfarrer in Saalfeld
- Bernhard Hermann Rose (1819–1886), Geheimer Staatsrat, Landtagsabgeordneter und Ministerialrat
- Oscar Richter (1823–1905), Optiker und Unternehmer, Mäzen der Heilig-Geist-Kirche (Dresden)
- Rudolf Heinze (1825–1896), Rechtswissenschaftler, Parlamentarier und Hochschullehrer
- Maximilian von Oberländer (1834–1898), Verwaltungs- und Fiskaljurist
- Carl Müller (1847–1929), Maschinenbauingenieur und preußischer Baubeamter
- Albert Weidemann (1848–1922), Geheimer Kriegsrat und Militärintendant
- Karl Friedrich Geldner (1852–1929), Orientalist
- Hermann Pröscholdt (1852–1898), Geologe und Lehrer
- Wilhelm Köhler (1852–1924), Kirchenmusiker
- Ewald Schulz (1856–1942), Musikdirektor
- Franz Itting (1875–1967), Industrieller
- Willy Starcke (1880–1945), Unternehmer
- Edmund Kurt Heller (1884–1954), Germanist in Mexiko und den USA
- Alfred Zürtz (1884–1957), Landrat und Landtagsabgeordneter
- Hugo Eberlein (1887–1941), Politiker (SPD, USPD, KPD)
- Max Jüttner (1888–1963), stellvertretender Stabschef der SA und Mitglied des Reichstages
- Hans Langelütke (1892–1972), Wirtschaftswissenschaftler
- Heinrich Schulz (1893–1979), Offizier und politischer Attentäter
- Clara Döhring (1899–1987), Politikerin (SPD)

### Ab 1901
- Walter Heinrich Eberhardt (1902–1980), deutscher Kirchenhistoriker und Pädagoge
- Erich Trautsch (1904–1985), Bauunternehmer
- Paul Oßwald (1905–1993), Fußballspieler und -trainer
- Fred Nöller (1906–nach 1966), Chirurg und Hochschullehrer
- Hans-Werner Kraus (1915–1990), Marineoffizier
- Berthold Heckscher (1917–1996), Politiker (SPD)
- Walter Jacobi (1918–2009), Raumfahrtpionier
- Heinz Pfeiffer (1921–1994), Geologe und Paläontologe
- Karl Jüttner (1921–2006), Bildhauer und Keramiker
- Ludwig Engelhardt (1924–2001), Bildhauer
- Hermann Kreutzer (1924–2007), Politiker (SPD), Widerstandskämpfer
- Ruedi Klapproth (1925–2012), Jugendschriftsteller
- Gudrun Thielemann (* 1926), Schauspielerin
- Lothar Bock (1927–2024), Kunstgewerbehändler, ältestes Mitglied einer Rokoko-Trachtengruppe
- Walter Golf (* 1927), Hochschullehrer für Wasserwirtschaft an der Technischen Universität Dresden
- Walter Stoltz (1927–2009), Leichtathlet
- Leni Statz (* 1929), Komikerin
- Werner Hänold (1929–2007), DDR-Diplomat
- Roland Korn (* 1930), Architekt
- Ror Wolf (1932–2020), Schriftsteller
- Renate Jüttner (1935–2021), Malerin und Pianistin
- Carlo Hirschel (* 1936), Maler, Grafiker und Illustrator
- Peter Sylvester (1937–2007), Maler und Grafiker
- Hans Walter Gabler (* 1938), Anglist und Editionswissenschaftler
- Peter Schreiter (1938–2023), Professor für Technische Mineralogie an der Universität Leipzig
- Horst Sakulowski (* 1943), Maler
- Paul Drechsel (1944–2025), Kulturwissenschaftler
- Hans-Jochen Krank (* 1948), Kleinkünstler und Kabarettist
- Jürgen Pretzsch (1949–2014), Städtebauer und Grafiker
- Harald Mittelsdorf (* 1950), Archivar und Historiker
- Thomas Hartmann (1952–2019), Choreograf und Tänzer
- Christine Lehder (* 1952), Politikerin (SPD)
- Harald Stauch (* 1953), Politiker (CDU)
- Reinhard Pfeiffer (* 1954), Metallbildner
- Reinhard Jahn (* 1955), Schriftsteller, Pseudonym Hanns-Peter Karr
- Andrea Rugbarth (* 1957), Diplom-Ingenieurin, Politikerin (SPD), Mitglied der Hamburgischen Bürgerschaft
- Petra Felke (* 1959), Leichtathletin
- Michael Schönheit (* 1961), Dirigent, Kapellmeister, Organist
- Levander Berg (* 1963), Werbetexter und Autor
- Andrea Fleischer (* 1963), Langstreckenläuferin
- Antje Kempe (* 1963), Leichtathletin
- Heike Tischler (* 1964), Leichtathletin
- Christian Lippold (* 1965), Verkehrswissenschaftler
- Ingo Garschke (1965–2010), Professor für künstlerische Anatomie und Naturstudium an der HGB-Leipzig, Bildhauer und Grafiker
- Grit Haupt-Hammer (* 1966), Kugelstoßerin
- Hans-Joachim Mentzel (* 1966), Professor für Kinderradiologie
- Olaf Holetschek (* 1968), Fußballer
- Britta Bilač (* 1968), Hochspringerin
- Wolfram Grandezka (* 1969), Schauspieler
- Heike Böttcher (* 1970), Architektin
- Denis Häußer (* 1974), Politiker (AfD), MdL
- Marko Wolfram (* 1974), Kommunalpolitiker (SPD) und Landrat des Landkreises Saalfeld-Rudolstadt
- Tino Brandt (* 1975), Neonazi, V-Mann und Sexualstraftäter
- Doreen Denstädt (* 1977), Politikerin (Bündnis 90/Die Grünen)
- Denny Möller (* 1979), Politiker (SPD)
- Felix Rösel (* 1987), Volkswirtschaftler
- Susann Müller (* 1988), Handballerin
- Charles Franzke (* 1992), Extrem-Hindernisläufer
- Dominik Bock (* 1995), Fußballspieler
- Nina Hoffmann (* 1996), Radsportlerin
- Jelena Coralie Herrmann (* 1999), Schauspielerin

## Weitere Persönlichkeiten
- Otto der Große (912–973), erster Kaiser des Heiligen Römischen Reichs, weilte auf Einladung seines Sohnes Liudolf 951 in Saalfeld
- Liudolf von Schwaben (930–957), regierte einige Zeit in der Königspfalz in Saalfeld
- Ezzo von Lothringen (955–1035), Pfalzgraf von Lothringen, lebte und starb in Saalfeld
- Lampert von Hersfeld (1028–1085), Abt, baute das Kloster Saalfeld mit auf
- Caspar Aquila (1488–1560), Theologe und Reformator, ab 1527 mit Unterbrechungen in Saalfeld tätig
- Stephan Riccius (1512–1588), Theologe, ab etwa 1540 in Saalfeld tätig
- Leonhart Schröter (1532–1601), Kantor, von 1561 bis 1576 Stadtkantor in Saalfeld
- Johann Burckard Rosler (1643–1708), späterer Kanzler und Konsistorialpräsident von Sachsen-Coburg, ab 1676 Amtmann von Saalfeld
- Caspar Sagittarius (1643–1694), Historiker, Schulrektor in Saalfeld
- Johann Muthmann (1685–1747), Hofprediger in Saalfeld
- Benjamin Lindner (1694–1754), Superintendent, Pastor primarius und Hofprediger in Saalfeld
- Friedrich Karl Forberg (1770–1848), Philosoph, Konrektor des Lyzeums in Saalfeld
- Carl Kühner (1804–1872), Theologe und Pädagoge, Schulleiter und Oberpfarrer in Saalfeld
- Otto Ludwig (1813–1865), Schriftsteller, besuchte das Saalfelder Lyzeum
- Reinhard Richter (1813–1884), ab 1837 Lehrer in Saalfeld, ab 1853 Direktor der Realschule in Saalfeld, Geologe und Paläontologe
- Leonhard Kohl von Kohlenegg (1834–1875), Schriftsteller und Schauspieler, starb in Saalfeld
- Karl Baumbach (1844–1896), Kreisrichter in Saalfeld
- August Halm (1869–1929), Musikpädagoge, ab 1906 im Saalfelder Raum tätig, starb in Saalfeld
- Grete Weiskopf (1905–1966), Kinderbuchautorin, lebte ab 1953 in Saalfeld
- Ingo Braecklein (1906–2001), Bischof, arbeitete als Pfarrer in Saalfeld
- Fritz Rätzel († 1941), Bankdirektor in Saalfeld
- Hermann Korn (1907–1946), deutscher Geologe, verbrachte ein Großteil seiner Kindheit und Jugend in Saalfeld, erste Minerale und Gesteine seiner Sammlung wurden am Roten Berg gesammelt
- Gerda Körting (1911–2000), Keramikerin, lebte und starb in Saalfeld
- Karl Ebert (1916–1974), Bischof, zwischen 1968 und 1971 Dekan von Saalfeld
- Bruno Carstens (1918–2001), Schauspieler, lebte und starb in Saalfeld
- Walter Schönheit (1927–1985), Neubegründer der Thüringer Sängerknaben, Kantor und Organist an der St. Johanniskirche zu Saalfeld, Leiter der Thüringer Sängerknaben, des Mädelchores und des Oratorienchores von 1950 bis 1985
- Jo Brauner (* 1937), Nachrichtensprecher, wuchs in Saalfeld auf
- Andreas Baader (1943–1977), führender Kopf der ersten Generation der Rote Armee Fraktion, hat in Saalfeld seine ersten Kindheitsjahre verbracht
- Monika Hauff (* 1944), Sängerin, lebte einige Zeit in Saalfeld
- Heike Langguth (* 1979), Thai-Boxerin, trainierte ab 2004 in Saalfeld